# KK FMP Belgrad
El KK FMP Belgrad o simplement KK FMP (Кошаркашки клуб ФMП) és un club de bàsquet de la ciutat de Belgrad a Sèrbia.
El club es va fundar a Novi Sad el 1970 amb el nom de KK Radnički, i posteriorment es va traslladar a Belgrad el 2009 i va canviar el nom a KK Radnički Basket. Dos anys més tard, el club va canviar el seu nom per KK Radnički FMP.
El club es considera el successor de FMP Železnik, que es va fusionar amb l'Estrella Roja el 2011 i finalment a KK FMP el 2013.

## Palmarès
- Lliga sèrbia
  - Finalistes (2): 2016–17, 2017–18